# Larochette
Larochette (luxemburguès Fiels, alemany Fels) és una comuna i vila a l'est de Luxemburg, que forma part del cantó de Mersch. Comprèn les viles de Larochette i Ernzen.

## Població
| Nacionalitat   | Població | %      |
| -------------- | -------- | ------ |
| luxemburguesos | 670      | 38,46% |
| Forasters      | 1.072    | 61,54% |
| - portuguesos  | 783      | 44,95% |
| - francesos    | 56       | 3,21%  |
| - italians     | 55       | 3,16%  |
| - belgues      | 43       | 2,47%  |
| - alemanys     | 33       | 1,89%  |
| - iugoslaus    | 23       | 1,32%  |
| - altres       | 79       | 4,54%  |

## Evolució demogràfica
| Any        | Població |
| ---------- | -------- |
| 15/02/2001 | 1.742    |
| 01/01/2002 | 1.791    |
| 01/01/2003 | 1.797    |
| 01/01/2004 | 1.774    |
| 01/01/2005 | 1.760    |

## Galeria d'imatges

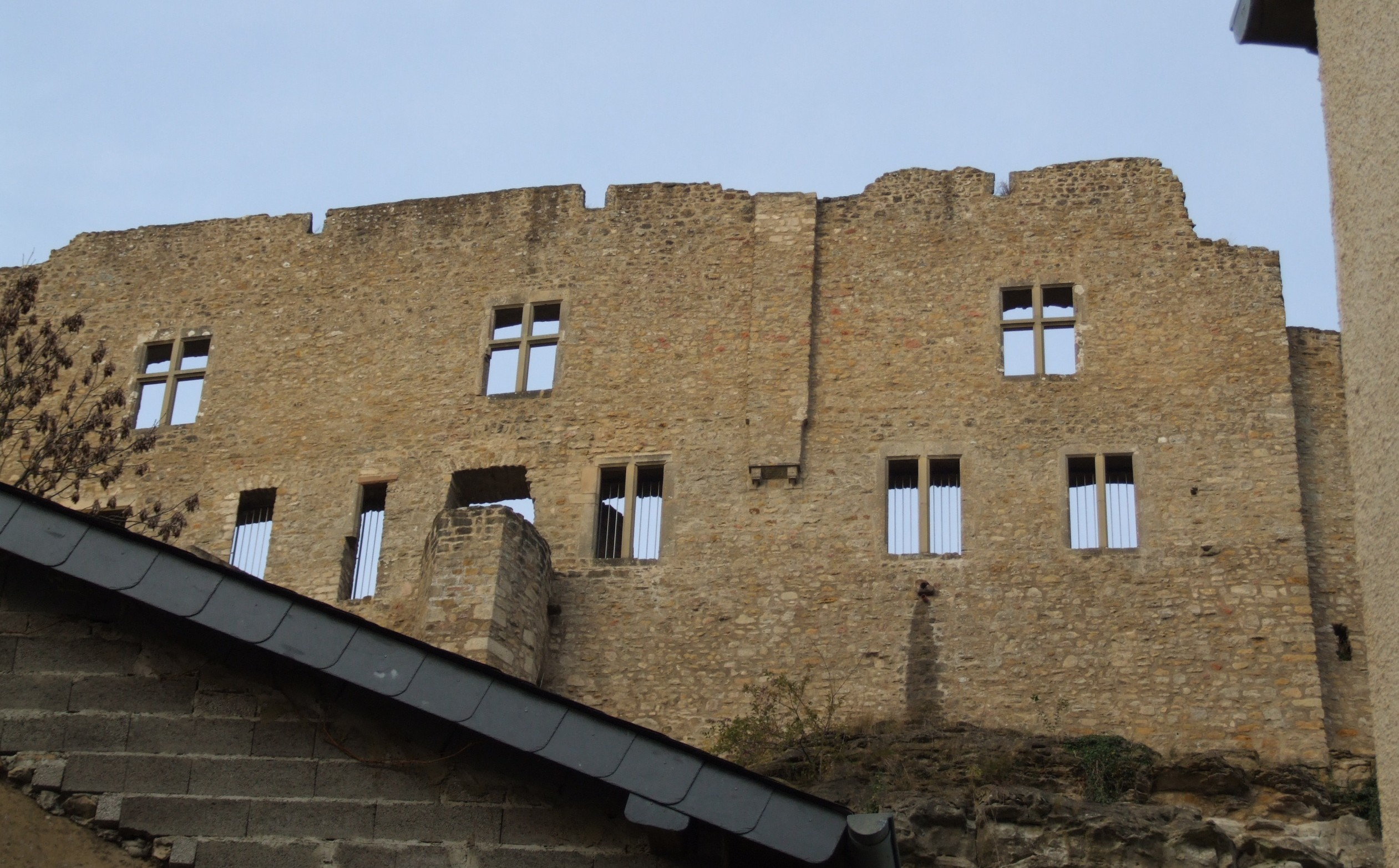
Castell de Larochette
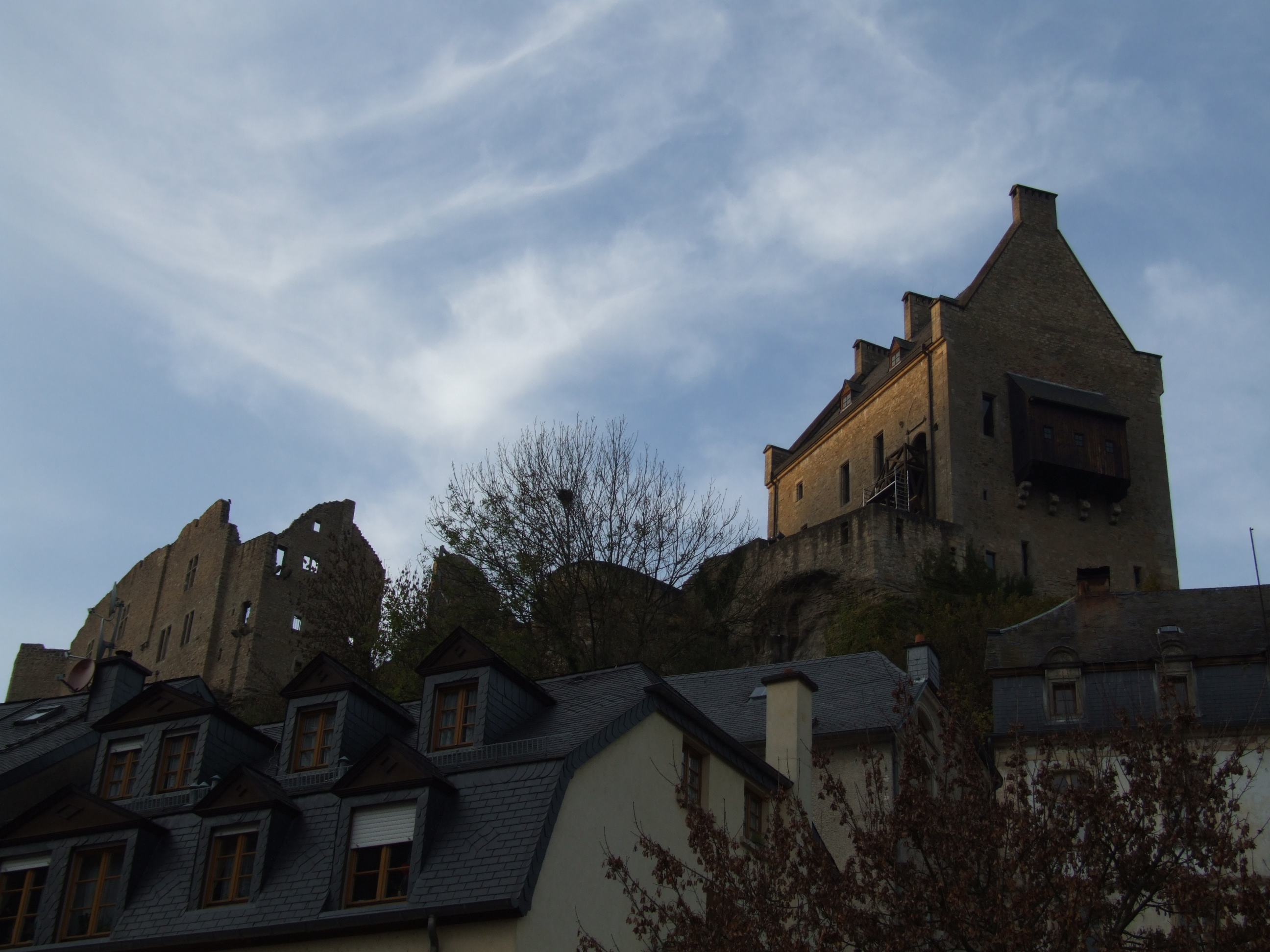